# Antennatus rosaceus
Antennatus rosaceus es una especie de pez del género Antennatus, familia Antennariidae. Fue descrita científicamente por Smith & Radcliffe en 1912.
Se distribuye por el Indo-Pacífico: mar Rojo, Filipinas, Indonesia, islas Marshall, islas Gilbert e isla Lord Howe. La longitud estándar (SL) es de 5,8 centímetros. Habita en arrecifes coralinos y rocosos. Puede alcanzar los 130 metros de profundidad.
Está clasificada como una especie marina inofensiva para el ser humano.